# Sujet de la fédération de Russie
Pour les articles homonymes, voir Sujet et Fédération de Russie.
 (février 2021).
Si vous disposez d'ouvrages ou d'articles de référence ou si vous connaissez des sites web de qualité traitant du thème abordé ici, merci de compléter l'article en donnant les références utiles à sa vérifiabilité et en les liant à la section « Notes et références ».
La Russie est une fédération constituée de 85 ou 89 subdivisions, dénommées en français sujets de la fédération de Russie (russe : субъекты Российской Федерации, sing. субъект ; transcription française : soubiekty Rossiïskoï Federatsii, sing. soubiekt). Ces sujets sont égaux en droits au sein de la fédération de Russie, c’est-à-dire qu'ils sont égaux entre eux dans leurs rapports mutuels et avec les organes fédéraux du pouvoir d'État, et ont une représentation égale (deux délégués chacun) au Conseil de la fédération (chambre haute de l'Assemblée fédérale, le parlement russe).
Ils ont leur propre Constitution et leur propre parlement, dirigeant, et gouvernement.

## Terminologie
La Constitution de la fédération de Russie de 1993 dispose, dans son article 5, que : 

« 1. La fédération de Russie est composée de républiques, de territoires, de régions, de villes fédérales, d'une région autonome et de districts autonomes, sujets égaux en droits de la fédération de Russie. »

La traduction du mot russe exprimant la désignation générique des différentes divisions administratives avait été discutée lors de la 49e conférence de l'American Translators Association à Orlando. Tom Fennel, traducteur indépendant, y avait défendu la position selon laquelle le terme « constituent entity of the Russian Federation » (« entité constituante de la fédération de Russie ») était préférable à celui de « subjects of the Russian Federation » (« sujets de la fédération de Russie »). Cette recommandation était partagée notamment par Tamara Nekrasova, chef du service de traduction chez Goltsblat BLP qui précisa, lors d'une présentation à Paris, que le terme « subjects » ne serait pertinent que si le régime du pays était une monarchie.
Cependant, dans la traduction anglaise finalement adoptée par un site russe, l'expression subjects of the Russian Federation a été retenue. De même, dans la traduction française, c'est l'expression équivalente « sujets de la fédération de Russie » qui est utilisée.

## Catégories
Chaque sujet de la fédération appartient à une des catégories listées ci-après :
- 24 républiques (республики, sing. республика ; transcription française : respoubliki, sing. respoublika) : sujets ayant une constitution propre ;
- 9 kraïs (territoires administratifs) (края, sing. край ; transcription française : kraïa, sing. kraï) : sujets ayant un statut propre, historiquement plus vastes que les oblasts et situés aux confins de la Russie ;
- 48 oblasts (régions administratives) (области, sing. область ; transcription française : oblasti, sing. oblast) : sujets ayant un statut propre ;
- 3 villes d'importance fédérale (города федерального значения, sing. город федерального значения) : Moscou, Saint-Pétersbourg et Sébastopol. Ces trois villes fonctionnent comme des régions distinctes au sein du sujet où elles sont enclavées.
- 1 oblast autonome (région autonome) (автономная область) : Oblast autonome juif qui subsiste pour des raisons historiques ;
- 4 districts autonomes ou okrougs autonomes (territoires administratifs nationaux) (автономные округа, sing. автономный округ) : territoires d'une grande étendue à population généralement peu nombreuse qui peuvent faire partie des autres sujets (des oblasts) tout en restant sujets de la fédération de Russie. Seul le district autonome de Tchoukotka ne fait partie d'aucun autre sujet.

Le droit de sécession n'est pas prévu pour les sujets de la fédération de Russie.
Les sujets de la fédération de Russie sont regroupés (simultanément) dans des entités de types différents, dont les plus connues sont :
- les districts fédéraux ;
- les régions économiques.

Ces deux types de regroupement sont mentionnés pour chaque sujet de la fédération de Russie dans le tableau de la section suivante.

## Liste des sujets de la fédération de Russie

24 républiques*
9 kraïs
48 oblasts*
3 villes fédérales*
1 oblast autonome
4 districts autonomes
- les territoires en hachurés sont des territoires ukrainiens contestés par la Russie

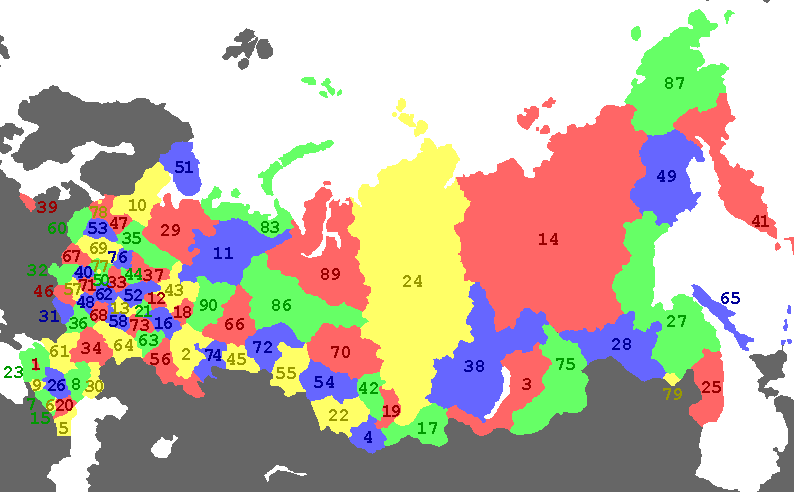
Carte des sujets de la fédération de Russie au 1er mars 2008. Les numéros indiqués sur la carte correspondent aux codes du standard russe GOST dans le tableau ci-dessous. La république de Crimée, la ville d'importance fédérale de Sébastopol, les républiques populaires de Donetsk et de Lougansk ainsi que les oblasts de Kherson et de Zaporijjia ne sont pas indiquées sur cette carte.

- 24 républiques*
- 9 kraïs
- 48 oblasts*
- 3 villes fédérales*
- 1 oblast autonome
- 4 districts autonomes

| Code GOST | Code ISO | Sujet de la fédération de Russie                                               | Statut                                                                         | Capitale | District fédéral                                                               | Région économique                                                              | Superficie (km2) | Population (Est. 2024) | Densité (hab/km2) (2016) |
| --- | -------- | ------------------------------------------------------------------------------ | ------------------------------------------------------------------------------ | --- | ------------------------------------------------------------------------------ | ------------------------------------------------------------------------------ | ---------------- | ---------------------- | ------------------------ |
| 01 | AD       | Adyguée                                                                        | République                                                                     | Maïkop | Sud                                                                            | Caucase du Nord                                                                | +0 0007 792,     | 500 591                | 57,94                    |
| 02 | BA       | Bachkirie                                                                      | République                                                                     | Oufa | Volga                                                                          | Oural                                                                          | +00142 947,      | 210 765                | 28,48                    |
| 03 | BU       | Bouriatie                                                                      | République                                                                     | Oulan-Oudé | Sibérien                                                                       | Sibérie orientale                                                              | +00351 334,      | 4 064 361              | 2,80                     |
| 04 | AL       | République de l'Altaï                                                          | République                                                                     | Gorno-Altaïsk | Sibérien                                                                       | Sibérie occidentale                                                            | +00092 903,      | 971 922                | 2,32                     |
| 05 | DA       | Daghestan                                                                      | République                                                                     | Makhatchkala | Caucase du Nord                                                                | Caucase du Nord                                                                | +00050 270,      | 3 232 224              | 59,99                    |
| 06 | IN       | Ingouchie                                                                      | République                                                                     | Magas | Caucase du Nord                                                                | Caucase du Nord                                                                | +0 0003 628,     | 527 220                | 130,31                   |
| 07 | KB       | Kabardino-Balkarie                                                             | République                                                                     | Naltchik | Caucase du Nord                                                                | Caucase du Nord                                                                | +00012 470,      | 905 464                | 69,15                    |
| 08 | KL       | Kalmoukie                                                                      | République                                                                     | Elista | Sud                                                                            | Volga                                                                          | +00074 731,      | 266 770                | 3,73                     |
| 09 | KC       | Karatchaïévo-Tcherkessie                                                       | République                                                                     | Tcherkessk | Caucase du Nord                                                                | Caucase du Nord                                                                | +00014 277,      | 468 322                | 32,77                    |
| 10 | KR       | République de Carélie                                                          | République                                                                     | Petrozavodsk | Nord-Ouest                                                                     | Nord                                                                           | +00180 520,      | 523 856                | 3,49                     |
| 11 | KO       | République des Komis                                                           | République                                                                     | Syktyvkar | Nord-Ouest                                                                     | Nord                                                                           | +00416 774,      | 720 610                | 2,06                     |
| 12 | ME       | République des Maris                                                           | République                                                                     | Ïochkar-Ola | Volga                                                                          | Volga-Viatka                                                                   | +00023 375,      | 669 854                | 29,34                    |
| 13 | MO       | Mordovie                                                                       | République                                                                     | Saransk | Volga                                                                          | Volga-Viatka                                                                   | +00026 128,      | 765 891                | 30,90                    |
| 14 | SA       | Sakha (Iakoutie)                                                               | République                                                                     | Iakoutsk | Extrême-oriental                                                               | Extrême-Orient                                                                 | +03 083 523,     | 1 001 664              | 0,31                     |
| 15 | SE       | Ossétie-du-Nord-Alanie                                                         | République                                                                     | Vladikavkaz | Caucase du Nord                                                                | Caucase du Nord                                                                | +0 0007 987,     | 678 879                | 88,11                    |
| 16 | TA       | Tatarstan                                                                      | République                                                                     | Kazan | Volga                                                                          | Volga                                                                          | +00067 847,      | 4 003 016              | 57,02                    |
| 17 | TY       | Touva                                                                          | République                                                                     | Kyzyl | Sibérien                                                                       | Sibérie occidentale                                                            | +00168 604,      | 337 544                | 1,87                     |
| 18 | UD       | Oudmourtie                                                                     | République                                                                     | Ijevsk | Volga                                                                          | Oural                                                                          | +00042 061,      | 1 434 557              | 36,07                    |
| 19 | KK       | Khakassie                                                                      | République                                                                     | Abakan | Sibérien                                                                       | Sibérie occidentale                                                            | +00061 569,      | 528 175                | 8,72                     |
| 20 | CE       | Tchétchénie                                                                    | République                                                                     | Grozny | Caucase du Nord                                                                | Caucase du Nord                                                                | +00015 647,      | 1 552 866              | 89,10                    |
| 21 | CU       | Tchouvachie                                                                    | République                                                                     | Tcheboksary | Volga                                                                          | Volga-Viatka                                                                   | +00018 343,      | 1 167 061              | 67,42                    |
| 82 |          | Crimée¹                                                                        | République                                                                     | Simferopol | Sud                                                                            |                                                                                | +00026 081,      | 1 909 499              | 73,12                    |
| 22 | ALT      | Kraï de l'Altaï                                                                | Kraï                                                                           | Barnaoul | Sibérien                                                                       | Sibérie occidentale                                                            | +00167 996,      | 2 115 308              | 14,15                    |
| 23 | KDA      | Kraï de Krasnodar                                                              | Kraï                                                                           | Krasnodar | Sud                                                                            | Caucase du Nord                                                                | +00075 485,      | 984 395                | 73,05                    |
| 24 | KYA      | Kraï de Krasnoïarsk                                                            | Kraï                                                                           | Krasnoïarsk | Sibérien                                                                       | Sibérie orientale                                                              | +02 366 797,     | 288 947                | 1,21                     |
| 25 | PRI      | Kraï du Primorié                                                               | Kraï                                                                           | Vladivostok | Extrême-oriental                                                               | Extrême-Orient                                                                 | +00164 673,      | 5 833 002              | 11,71                    |
| 26 | STA      | Kraï de Stavropol                                                              | Kraï                                                                           | Stavropol | Caucase du Nord                                                                | Caucase du Nord                                                                | +00066 160,      | 2 846 120              | 42,35                    |
| 27 | KHA      | Kraï de Khabarovsk                                                             | Kraï                                                                           | Khabarovsk | Extrême-oriental                                                               | Extrême-Orient                                                                 | +00787 633,      | 2 495 266              | 1,69                     |
| 90 | PER      | Kraï de Perm                                                                   | Kraï                                                                           | Perm' | Volga                                                                          | Oural                                                                          | +00160 236,      | 1 806 393              | 16,44                    |
| 41 | KAM      | Kraï du Kamtchatka                                                             | Kraï                                                                           | Petropavlovsk-Kamtchatski | Extrême-oriental                                                               | Extrême-Orient                                                                 | +00464 275,      | 2 886 108              | 0,68                     |
| 75 | ZAB      | Kraï de Transbaïkalie                                                          | Kraï                                                                           | Tchita | Sibérien                                                                       | Sibérie orientale                                                              | +00431 892,      | 1 278 132              | 2,51                     |
| 28 | AMU      | Oblast de l'Amour                                                              | Oblast                                                                         | Blagovechtchensk | Extrême-oriental                                                               | Extrême-Orient                                                                 | +00361 913,      | 750 083                | 2,23                     |
| 29 | ARK      | Oblast d'Arkhangelsk                                                           | Oblast                                                                         | Arkhanguélsk | Nord-Ouest                                                                     | Nord                                                                           | +00589 913,      |                        | 1,99                     |
| |          | Oblast d'Arkhangelsk sans le district autonome de Nénetsie                     | Oblast d'Arkhangelsk sans le district autonome de Nénetsie                     | Oblast d'Arkhangelsk sans le district autonome de Nénetsie                                                                                                  | Oblast d'Arkhangelsk sans le district autonome de Nénetsie                     | Oblast d'Arkhangelsk sans le district autonome de Nénetsie                     | +00413 103,      | 998 072                | 2,74                     |
| 30 | AST      | Oblast d'Astrakhan                                                             | Oblast                                                                         | Astrakhan' | Sud                                                                            | Volga                                                                          | +00049 024,      | 946 429                | 20,78                    |
| 31 | BEL      | Oblast de Belgorod                                                             | Oblast                                                                         | Belgorod | Central                                                                        | Centre-Tchernozem                                                              | +00027 134,      | 1 500 659              | 57,13                    |
| 32 | BRY      | Oblast de Briansk                                                              | Oblast                                                                         | Briansk | Central                                                                        | Centre                                                                         | +00034 857,      | 1 142 404              | 35,16                    |
| 33 | VLA      | Oblast de Vladimir                                                             | Oblast                                                                         | Vladimir | Central                                                                        | Centre                                                                         | +00029 084,      | 1 309 942              | 48,04                    |
| 34 | VGG      | Oblast de Volgograd                                                            | Oblast                                                                         | Volgograd | Sud                                                                            | Volga                                                                          | +00112 877,      | 2 453 898              | 22,55                    |
| 35 | VLG      | Oblast de Vologda                                                              | Oblast                                                                         | Vologda | Nord-Ouest                                                                     | Nord                                                                           | +00144 527,      | 1 121 343              | 8,22                     |
| 36 | VOR      | Oblast de Voronej                                                              | Oblast                                                                         | Voronej | Central                                                                        | Centre-Tchernozem                                                              | +00052 216,      | 2 273 417              | 44,69                    |
| 37 | IVA      | Oblast d'Ivanovo                                                               | Oblast                                                                         | Ivanovo | Central                                                                        | Centre                                                                         | +00021 437,      | 905 900                | 48,04                    |
| 38 | IRK      | Oblast d'Irkoutsk                                                              | Oblast                                                                         | Irkoutsk | Sibérien                                                                       | Sibérie orientale                                                              | +00774 846,      | 2 330 537              | 3,11                     |
| 39 | KGD      | Oblast de Kaliningrad                                                          | Oblast                                                                         | Kaliningrad | Nord-Ouest                                                                     | Kaliningrad                                                                    | +00015 125,      | 1 033 914              | 64,56                    |
| 40 | KLU      | Oblast de Kalouga                                                              | Oblast                                                                         | Kalouga | Central                                                                        | Centre                                                                         | +00029 777,      | 1 068 410              | 33,91                    |
| 42 | KEM      | Oblast de Kemerovo-Kouzbass                                                    | Oblast                                                                         | Kemerovo | Sibérien                                                                       | Sibérie occidentale                                                            | +00095 725,      | 2 547 684              | 28,39                    |
| 43 | KIR      | Oblast de Kirov                                                                | Oblast                                                                         | Kirov | Volga                                                                          | Volga-Viatka                                                                   | +00120 374,      | 1 129 935              | 10,78                    |
| 44 | KOS      | Oblast de Kostroma                                                             | Oblast                                                                         | Kostroma | Central                                                                        | Centre                                                                         | +00060 211,      | 566 266                | 10,82                    |
| 45 | KGN      | Oblast de Kourgan                                                              | Oblast                                                                         | Kourgan | Oural                                                                          | Oural                                                                          | +00071 488,      | 753 002                | 12,06                    |
| 46 | KRS      | Oblast de Koursk                                                               | Oblast                                                                         | Koursk | Central                                                                        | Centre-Tchernozem                                                              | +00029 997,      | 1 060 892              | 37,34                    |
| 47 | LEN      | Oblast de Léningrad                                                            | Oblast                                                                         | Gatchina | Nord-Ouest                                                                     | Nord-Ouest                                                                     | +00083 908,      | 2 035 762              | 21,20                    |
| 48 | LIP      | Oblast de Lipetsk                                                              | Oblast                                                                         | Lipetsk | Central                                                                        | Centre-Tchernozem                                                              | +00024 047,      | 1 116 265              | 48,08                    |
| 49 | MAG      | Oblast de Magadan                                                              | Oblast                                                                         | Magadan | Extrême-oriental                                                               | Extrême-Orient                                                                 | +00462 464,      | 133 387                | 0,32                     |
| 50 | MOS      | Oblast de Moscou                                                               | Oblast                                                                         | Moscou | Central                                                                        | Centre                                                                         | +00044 379,      | 8 651 260              | 164,91                   |
| 51 | MUR      | Oblast de Mourmansk                                                            | Oblast                                                                         | Mourmansk | Nord-Ouest                                                                     | Nord                                                                           | +00144 902,      | 656 438                | 5,26                     |
| 52 | NIZ      | Oblast de Nijni Novgorod                                                       | Oblast                                                                         | Nijni Novgorod | Volga                                                                          | Volga-Viatka                                                                   | +00076 624,      | 3 060 335              | 42,55                    |
| 53 | NGR      | Oblast de Novgorod                                                             | Oblast                                                                         | Novgorod | Nord-Ouest                                                                     | Nord-Ouest                                                                     | +00054 501,      | 571 447                | 11,30                    |
| 54 | NVS      | Oblast de Novossibirsk                                                         | Oblast                                                                         | Novossibirsk | Sibérien                                                                       | Sibérie occidentale                                                            | +00177 756,      | 2 789 532              | 15,54                    |
| 55 | OMS      | Oblast d'Omsk                                                                  | Oblast                                                                         | Omsk | Sibérien                                                                       | Sibérie occidentale                                                            | +00141 140,      | 1 818 093              | 14,02                    |
| 56 | ORE      | Oblast d'Orenbourg                                                             | Oblast                                                                         | Orenbourg | Volga                                                                          | Oural                                                                          | +00123 702,      | 1 828 656              | 16,13                    |
| 57 | ORL      | Oblast d'Orel                                                                  | Oblast                                                                         | Oriol | Central                                                                        | Centre                                                                         | +00024 652,      | 692 486                | 30,82                    |
| 58 | PNZ      | Oblast de Penza                                                                | Oblast                                                                         | Penza | Volga                                                                          | Volga                                                                          | +00043 352,      | 1 236 113              | 31,11                    |
| 60 | PSK      | Oblast de Pskov                                                                | Oblast                                                                         | Pskov | Nord-Ouest                                                                     | Nord-Ouest                                                                     | +00055 399,      | 581 147                | 11,67                    |
| 61 | ROS      | Oblast de Rostov                                                               | Oblast                                                                         | Rostov-sur-le-Don | Sud                                                                            | Caucase du Nord                                                                | +00100 967,      | 4 152 518              | 41,95                    |
| 62 | RYA      | Oblast de Riazan                                                               | Oblast                                                                         | Riazan | Central                                                                        | Centre                                                                         | +00039 605,      | 1 082 231              | 28,53                    |
| 63 | SAM      | Oblast de Samara                                                               | Oblast                                                                         | Samara | Volga                                                                          | Volga                                                                          | +00053 565,      | 3 127 842              | 59,85                    |
| 64 | SAR      | Oblast de Saratov                                                              | Oblast                                                                         | Saratov | Volga                                                                          | Volga                                                                          | +00101 240,      | 2 385 163              | 24,57                    |
| 65 | SAK      | Oblast de Sakhaline                                                            | Oblast                                                                         | Ioujno-Sakhalinsk | Extrême-oriental                                                               | Extrême-Orient                                                                 | +00087 101,      | 457 590                | 5,59                     |
| 66 | SVE      | Oblast de Sverdlovsk                                                           | Oblast                                                                         | Iekaterinbourg | Oural                                                                          | Oural                                                                          | +00194 307,      | 4 222 695              | 22,28                    |
| 67 | SMO      | Oblast de Smolensk                                                             | Oblast                                                                         | Smolensk | Central                                                                        | Centre                                                                         | +00049 779,      | 863 987                | 19,26                    |
| 68 | TAM      | Oblast de Tambov                                                               | Oblast                                                                         | Tambov | Central                                                                        | Centre-Tchernozem                                                              | +00034 462,      | 956 292                | 30,48                    |
| 69 | TVE      | Oblast de Tver                                                                 | Oblast                                                                         | Tver' | Central                                                                        | Centre                                                                         | +00084 201,      | 1 199 747              | 15,50                    |
| 70 | TOM      | Oblast de Tomsk                                                                | Oblast                                                                         | Tomsk | Sibérien                                                                       | Sibérie occidentale                                                            | +00314 391,      | 1 043 385              | 3,42                     |
| 71 | TUL      | Oblast de Toula                                                                | Oblast                                                                         | Toula | Central                                                                        | Centre                                                                         | +00025 679,      | 1 471 140              | 58,66                    |
| 72 | TYU      | Oblast de Tioumen                                                              | Oblast                                                                         | Tioumen' | Oural                                                                          | Sibérie occidentale                                                            | +01 464 173,     | 3 890 800              | 2,47                     |
| |          | Oblast de Tioumen sans les districts autonomes de Khantys-Mansis et de Iamalie | Oblast de Tioumen sans les districts autonomes de Khantys-Mansis et de Iamalie | Oblast de Tioumen sans les districts autonomes de Khantys-Mansis et de Iamalie                                                                              | Oblast de Tioumen sans les districts autonomes de Khantys-Mansis et de Iamalie | Oblast de Tioumen sans les districts autonomes de Khantys-Mansis et de Iamalie | +00160 122,      |                        | 9,08                     |
| 73 | ULY      | Oblast d'Oulianovsk                                                            | Oblast                                                                         | Oulianovsk | Volga                                                                          | Volga                                                                          | +00037 181,      | 1 172 782              | 33,82                    |
| 74 | CHE      | Oblast de Tcheliabinsk                                                         | Oblast                                                                         | Tcheliabinsk | Oural                                                                          | Oural                                                                          | +00088 529,      | 3 395 798              | 39,54                    |
| 76 | YAR      | Oblast de Iaroslavl                                                            | Oblast                                                                         | Iaroslavl | Central                                                                        | Centre                                                                         | +00036 177,      | 1 187 558              | 35,15                    |
| 77 | MOW      | Moscou                                                                         | Ville d'importance fédérale                                                    | Moscou | Central                                                                        | Centre                                                                         | +0 0002 511,     | 13 149 803             | 4910,44                  |
| 78 | SPE      | Saint-Pétersbourg                                                              | Ville d'importance fédérale                                                    | Saint-Pétersbourg | Nord-Ouest                                                                     | Nord-Ouest                                                                     | +0 0001 403,     | 5 597 763              | 3724,65                  |
| 92 |          | Sébastopol¹                                                                    | Ville d'importance fédérale                                                    | Sébastopol (de jure pour les autorités russes, ukrainienne de jure en droit international)                                                                  | Sud                                                                            |                                                                                | +00 000864,      | 561 374                | 481,79                   |
| 79 | YEV      | Oblast autonome juif                                                           | Oblast autonome                                                                | Birobidjan | Extrême-oriental                                                               | Extrême-Orient                                                                 | +00036 266,      | 145 802                | 4,58                     |
| 83 | NEN      | Nénétsie                                                                       | Okroug autonome                                                                | Narian-Mar | Nord-Ouest                                                                     | Nord                                                                           | +00176 810,      | 42 224                 | 0,25                     |
| 86 | KHM      | Khantys-Mansis                                                                 | Okroug autonome                                                                | Khanty-Mansiïsk | Oural                                                                          | Sibérie occidentale                                                            | +00534 801,      | 1 759 386              | 3,04                     |
| 87 | CHU      | Tchoukotka                                                                     | Okroug autonome                                                                | Anadyr | Extrême-oriental                                                               | Extrême-Orient                                                                 | +00721 481,      | 48 029                 | 0,07                     |
| 89 | YAN      | Iamalie                                                                        | Okroug autonome                                                                | Salekhard | Oural                                                                          | Sibérie occidentale                                                            | +00769 250,      | 515 960                | 0,69                     |
| 80 |          | République populaire de Donetsk1                                               | République                                                                     | Donetsk (de jure pour les autorités russes, ukrainienne de jure en droit international)                                                                     |                                                                                |                                                                                | +00026 517,      |                        |                          |
| 81 |          | République populaire de Lougansk1                                              | République                                                                     | Lougansk (de jure pour les autorités russes, ukrainienne de jure en droit international)                                                                    |                                                                                |                                                                                | +00026 684,      |                        |                          |
| 84 |          | Oblast de Kherson1                                                             | Oblast                                                                         | Kherson (de jure pour les autorités russes, ukrainienne de jure en droit international.) Henitchesk (de facto, ukrainienne de jure en droit international)  |                                                                                |                                                                                | +00028 461,      |                        |                          |
| 85 |          | Oblast de Zaporojie1                                                           | Oblast                                                                         | Zaporijjia (de jure pour les autorités russes, ukrainienne de jure en droit international) Melitopol (de facto, ukrainienne de jure en droit international) |                                                                                |                                                                                | +00027 180,      |                        |                          |
| |          | Russie                                                                         | Russie                                                                         | Russie | Russie                                                                         | Russie                                                                         | +17 234 033,     | 146 150 789            | 8,56                     |
| 1La république de Crimée, la ville d'importance fédérale de Sébastopol, les républiques populaires de Donetsk et Lougansk ainsi que les oblasts de Kherson et de Zaporojie (Zaporijjia en ukrainien) ne sont pas reconnus par les instances internationales comme faisant partie du territoire de la Russie. - La superficie considérée pour chaque sujet est la superficie totale, eaux intérieures comprises. - Deux oblasts de la Russie sont composées : l’oblast de Tioumen inclut deux okrougs autonomes, Khantys-Mansis et Iamalie ; l'oblast d'Arkhangelsk inclut le district autonome de Nénétsie. Dans ces cas, la superficie et la population de la région qui en englobe d’autres sont données en incluant les parties composantes. - La république de Crimée, la ville d'importance fédérale de Sébastopol, les républiques populaires de Donetsk et Lougansk ainsi que les oblasts de Kherson et de Zaporijjia ne sont inclus dans aucune région économique dans la mesure où les documents officiels n'ont pas été modifiés depuis les années 2000. |          |                                                                                |                                                                                | |                                                                                |                                                                                |                  |                        |                          |

## Fusions de sujets
La majorité des anciens okrougs autonomes ont mis fin à leur autonomie avec leur oblast ou kraï d’origine par fusion avec eux. De plus, certains oblasts ont accru leur autonomie vis-à-vis de la fédération, en fusionnant dans de nouveaux kraïs, voire dans une république élargie.
L’actuelle fédération de Russie (qui avait été créée au départ avec 89 sujets de la fédération égaux en droits) pousse d’ailleurs les sujets à fusionner, puisque nombre d’entre eux, tout en ayant été pleinement reconnus après le désordre de la fin de l’ère soviétique, ne sont plus économiquement viables. Selon le journal moscovite Nezavisimaya Gazeta, le total envisagé devrait être réduit à terme à seulement 30 ou 40 sujets fédéraux.
Certaines de ces fusions ont déjà eu lieu durant la présidence de Vladimir Poutine :
| Date du référendum | Date de la fusion | Anciens sujets                                                                                   | Sujet fusionné                |
| ------------------ | ----------------- | ------------------------------------------------------------------------------------------------ | ----------------------------- |
| 7 décembre 2003    | 1er décembre 2005 | oblast de Perm ; district autonome des Komis-Permiaks                                            | kraï de Perm                  |
| 17 avril 2005      | 1er janvier 2007  | kraï de Krasnoïarsk (ancien) ; district autonome des Evenks ; district dolgano-nénètse du Taïmyr | kraï de Krasnoïarsk (agrandi) |
| 23 octobre 2005    | 1er juillet 2007  | oblast du Kamtchatka ; district autonome de Koriakie                                             | kraï du Kamtchatka            |
| 16 avril 2006      | 1er janvier 2008  | oblast d’Irkoutsk (ancien) ; district autonome de Bouriatie-Oust-Orda                            | oblast d’Irkoutsk (agrandi)   |
| 11 mars 2007       | 1er mars 2008     | oblast de Tchita ; district autonome d’Aga-Bouriatie                                             | kraï de Transbaïkalie         |

Sujets fédéraux russes fusionnés (jaune) ou dont la fusion était encore en projet en janvier 2008 (orange).

D’autres fusions ont été proposées par les autorités fédérales ou les factions pro-moscovites dans la fédération, mais depuis 2008 aucune n’est prévue dans un avenir proche :
- fusion de la ville fédérale de Saint-Pétersbourg et de l’oblast de Léningrad, pour former l’oblast de Saint-Pétersbourg (identique à l'actuelle région économique) ;
- fusion du district autonome de Nénétsie dans l’oblast d’Arkhangelsk ;
- fusion de l’oblast d’Arkhangelsk (élargi), de l’oblast de Mourmansk et de la république des Komis, pour former la république des Pomors-Nénètses ;
- fusion de la ville fédérale de Moscou dans l’oblast de Moscou (qui deviendrait le sujet économiquement le plus puissant de toute la fédération alors que la ville seule l’est déjà dans la région économique du Centre) ;
- fusion de l’oblast d'Orel et de l’oblast de Briansk (dans la région économique du Centre), dans un nouveau sujet ;
- fusion de l’oblast de Iaroslavl et de l'oblast de Kostroma (dans la région économique du Centre), dans un nouveau sujet ;
- fusion de la république de l’Adyguée et du kraï de Krasnodar (à l’intersection du district fédéral du Sud et de l’actuelle région économique du Caucase du Nord), dans un nouveau « kraï de Kouban » ; la Constitution de l’Adyguée a d’ailleurs déjà abandonné la référence à sa « souveraineté » (ce qui en fait déjà pratiquement un kraï) ; mais les populations circassiennes (adygues et tcherkesses) militent plutôt pour l’expansion de la première république vers la république karatchaïévo-tcherkesse, pour former une nouvelle « république tcherkesse (ou circassienne) » ;
- fusion de tout ou partie des oblast d’Astrakhan et de la république de Kalmoukie (actuellement tous les deux dans le district fédéral du Sud et la région économique de la Volga) avec la république du Daghestan (dans le district fédéral du Caucase du Nord et la région économique du Caucase du Nord), pour former un nouveau « kraï de la Caspienne » ; mais le projet politique inclut l’installation de très nombreux Daguestanis dans les terres absorbées, ainsi que le déplacement (forcé) de nombreuses populations kazakhes qui y vivent vers le Kazakhstan voisin (alors que toutes les régions frontalières du sud-ouest de la Russie souffrent déjà assez de conflits très meurtriers, et que les russophones ne peuvent se permettre un conflit armé contre le Kazakhstan voisin) ;
- fusion de la République ingouche et de la République tchétchène, pour former une nouvelle république nord-caucasienne ; mais les non-russophones s’y opposent, et cela réveille de vieux conflits frontaliers entre les deux républiques (en proie déjà à un conflit interethnique majeur avec les russophones) ;
- fusion de l’oblast de Kourgan, de l’oblast de Tcheliabinsk avec de l’oblast de Sverdlovsk (à l’intersection de l’actuel district fédéral de l’Oural et de la partie non ouest-sibérienne de l’actuelle région économique de l'Oural), pour former un nouveau puissant « kraï de l’Oural », centré sur Iekaterinbourg ;
- fusion du district autonome de Iamalie, du district autonome des Khantys-Mansis et de l’oblast de Tioumen (à l’intersection de l’actuel district fédéral de l’Oural et de l’actuelle région économique de Sibérie occidentale), pour former un nouveau « kraï de Tioumen » ; mais les deux larges okrougs autonomes (économiquement viables) s’y opposent ;
- fusion de l’oblast de Novossibirsk, de l’oblast d’Omsk et de l’oblast de Tomsk (dans la région économique de Sibérie occidentale et le district fédéral sibérien), dans un nouveau sujet (probablement un kraï) ouest-sibérien ;
- fusion du kraï de l'Altaï et de l’oblast de Kemerovo dans la république de l'Altaï (dans la région économique de Sibérie occidentale et le district fédéral sibérien), pour former une république de l’Altaï élargie ;
- fusion du nouvel oblast d’Irkoutsk (agrandi) et du nouveau kraï de Transbaïkalie (dans le district fédéral sibérien et la région économique de Sibérie orientale), pour former un nouveau « kraï de Baïkalie » ;
- fusion du district autonome de Tchoukotka (tout au nord du district fédéral extrême-oriental) avec l’oblast de Magadan, voire avec le nouveau kraï du Kamtchatka ;
- fusion du petit oblast autonome juif (enclavé dans les terres à la frontière sud du district fédéral extrême-oriental avec la Chine) dans le kraï de Khabarovsk ; mais les juifs de cette région craignent de perdre les spécificités religieuses dont ils ne bénéficient aujourd’hui nulle part ailleurs dans la fédération, par un retour à une législation laïque (comme sous l’ère soviétique).

## Nouveaux sujets

Vote à l'ONU sur le statut des territoires annexés :
Annexion autorisée
Abstention
N'a pas participé au vote
A condamné l'annexion.

En 2014 à la suite de l'annexion de la Crimée, la Crimée est rattachée illégalement à la Russie et deux nouveaux sujets sont créés :
- la république de Crimée ;
- la ville d'importance fédérale de Sébastopol.

Le 5 octobre 2022, à la suite de référendums contestés organisés par la Russie dans les territoires ukrainiens occupés militairement, quatre nouvelles régions sont rattachées à la fédération de Russie, portant le nombre de sujets à 89 :
- la république populaire de Donetsk ;
- la république populaire de Lougansk ;
- l’oblast de Kherson ;
- l’oblast de Zaporijjia[9].

Ces rattachements illégaux sont cependant contestés par l’Ukraine et la majorité de la communauté internationale.